# Combat du 8 juin 1755
Guerre de la Conquête
Batailles
- Jumonville Glen (1754)
- Fort Necessity (1754)
- Fort Beauséjour (1755)
- 8 juin 1755
- Monongahela (1755)
- Petitcoudiac (1755)
- Lac George (1755)
- Fort Bull (1756)
- Fort Oswego (1756)
- Kittanning (1756)
- En raquettes (1757)
- Pointe du Jour du Sabbat (1757)
- Fort William Henry (1757)
- German Flatts (1757)
- Lac Saint-Sacrement (1758)
- Louisbourg (1758)
- Le Cran (1758)
- Fort Carillon (1758)
- Fort Frontenac (1758)
- Fort Duquesne (1758)
- Fort Ligonier (1758)
- Québec (1759)
- Fort Niagara (1759)
- Beauport (1759)
- Plaines d'Abraham (1759)
- Sainte-Foy (1760)
- Neuville (1760)
- Ristigouche (navale) (1760)
- Mille-Îles (1760)
- Signal Hill (1762)

Le combat du 8 juin 1755 est une bataille navale entre une petite escadre française et une escadre britannique, au début de la guerre de la Conquête, pendant la guerre de Sept Ans en Amérique du Nord. Les Britanniques capturent l'Alcide (de 3e rang) et le Lys dans le golfe du Saint-Laurent à environ 20 lieues (96 km) au sud sud-est au large du cap Race, Terre-Neuve. La bataille contribue à la déclaration de guerre formelle en 1756, marquant le début de la guerre de Sept Ans.

## Contexte
En 1754, les forces coloniales françaises et britanniques s'affrontent une première fois à la bataille de Jumonville Glen puis à nouveau à la bataille de Fort Necessity, pour le contrôle de la partie supérieure de la vallée de l'Ohio, près de la ville actuelle de Pittsburgh. Lorsque la nouvelle de ces affrontements atteint Londres le gouvernement britannique décide d'envoyer les troupes régulières pour occuper le site sur lequel les Français avaient construit Fort Duquesne. La nouvelle des préparatifs britanniques atteint la France, où des convois de troupes sont également préparés, prêts à être envoyés en renfort en Amérique du Nord. La Royal Navy, avertie des plans français, envoie une flotte de huit vaisseaux de ligne, sous le commandement du vice-amiral Boscawen dans le golfe du Saint-Laurent avec pour mission d'intercepter les vaisseaux français qui se rendraient au Canada. Boscawen croise le long des côtes sud de Terre-Neuve. Trois semaines plus tard, une seconde flotte, placée sous le commandement du vice-amiral Francis Holburne, est envoyée pour intercepter les renforts français.
La flotte française est placée sous le commandement du chef d'escadre Dubois de La Motte. Elle compte dix-huit bâtiments. Trois seulement portent leur armement complet. Onze sont des vaisseaux de ligne qui ont été armés en flûtes pour laisser place aux troupes embarquées et ne sont équipés que de 22 ou 24 pièces chacun. Quatre frégates complètent le convoi. Une partie de ces navires doivent passer à Québec avec Dubois de la Motte. Les autres, sous les ordres d’Antoine Alexis Perier de Salvert doivent se porter sur Louisbourg. Pour protéger cet important convoi, une forte escorte de six vaisseaux et trois frégates est placée sous les ordres du lieutenant général Macnemara. Le convoi appareille le 3 mai. Cependant, Macnemara, prétextant des problèmes de santé, revient sur Brest quelques jours plus tard avec ses neuf bâtiments, laissant Dubois de la Motte poursuivre seul le voyage. La plus grande partie des navires de transport français parviennent à éviter Boscawen et à atteindre leur destination. Seuls trois vaisseaux, séparés du reste du convoi par le brouillard, se retrouvent au large de Terre-Neuve face à la flotte britannique.

## Le combat

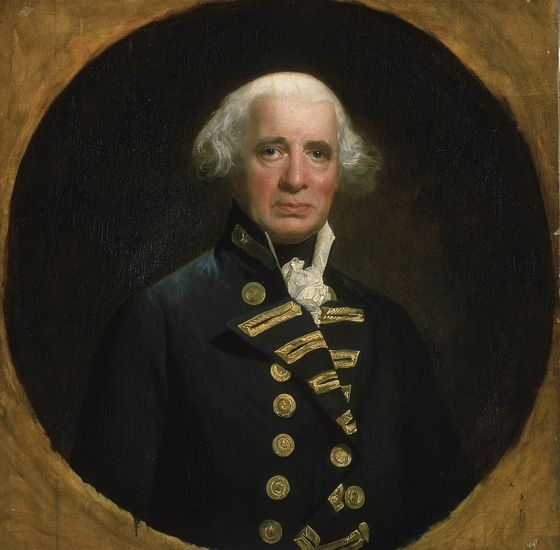
Captain Richard Howe, peint par John Singleton Copley (1794)

Le HMS Dunkirk, le HMS Defiance et le HMS Torbay entrent en vue du Dauphin Royal, de l'Alcide (capitaine Toussaint Hocquart) et du Lys. Le Lys (capitaine de Lorgeril) navigue alors en flûte. Son armement avait été ramené de 64 à 22 canons pour lui permettre d'embarquer les soldats du régiment de la Reine et du Régiment du Languedoc, huit compagnies au total. Même chose pour le Dauphin Royal qui n'a que 22 pièces pour se défendre (au lieu de 70 habituellement). Seul l’Alcide, qui fait partie des escorteurs, porte son armement complet de 64 canons.
Ces trois vaisseaux sont bientôt rejoints par les bâtiments britanniques qui exigent d'être salués. Hocquart, commandant de l’Alcide, crie par trois fois porte-voix en main : « Sommes-nous en guerre ou en paix ? », ce à quoi Richard Howe, capitaine du Dunkirk, répond : « En paix, en paix ». Mais, dès que le Dunkirk est à une demi-portée de pistolet, les Français entendent distinctement Howe crier « fire ». Ses canons ouvrent le feu sur l’Alcide et tuent plusieurs dizaines d'hommes, dont quatre officiers. L’Alcide étant mieux armé que les deux autres vaisseaux français réplique cependant au feu britannique et combat bravement pendant cinq heures. Mais, ayant subi des dégâts importants (son gouvernail est fracassé), il finit par abaisser son pavillon, tout comme le Lys. Cependant, le Dauphin Royal, bon marcheur, parvient à s'échapper et à se réfugier à Louisbourg.

## Conséquences

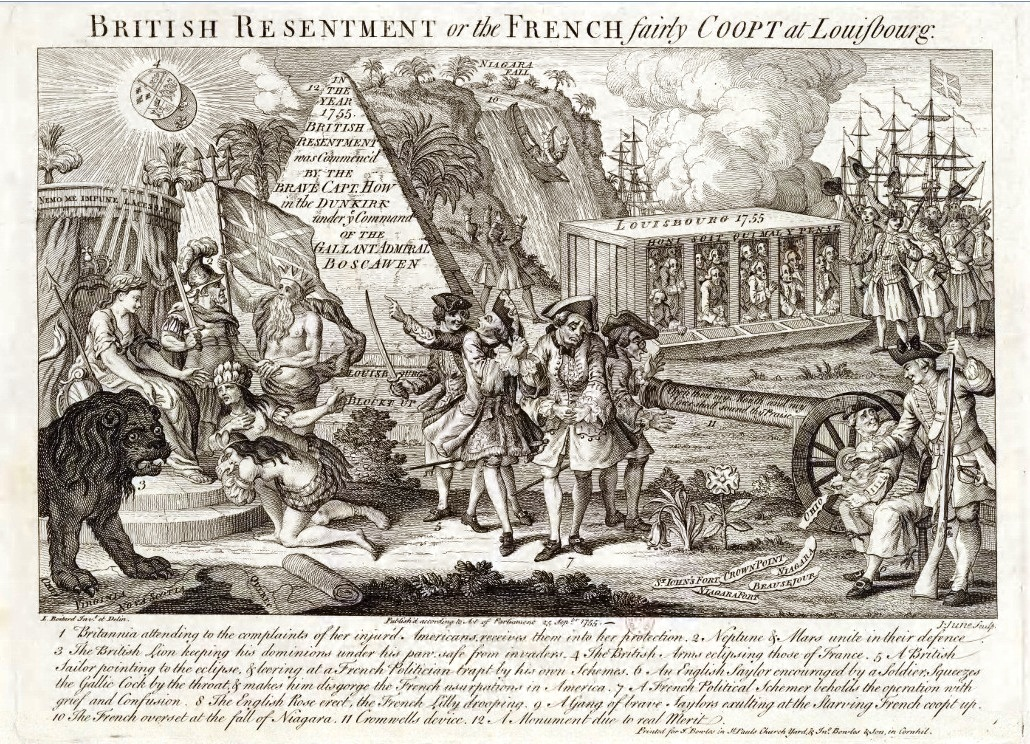
Gravure du propagande anglaise imprimée en 1755 peu après la capture du Lys et de l’Alcide.

Les Britanniques continueront après ce combat à harceler les vaisseaux français traversant l'Atlantique, alors même que les deux nations n'étaient pas encore officiellement en guerre, s'emparant de trois-cents navires marchands dans l'Atlantique et retenant prisonniers 6 000 matelots. La guerre est finalement déclarée par la France en 1756. Les prisonniers français, des hommes de troupe pour la plupart, destinés à la Nouvelle-France, sont internés sur l'île Georges dans le port d'Halifax et traités comme des prisonniers de guerre.
À bord de l'Alcide et du Lys les Britanniques découvrent 10 000 couteaux à scalper destinés aux Acadiens menés par Beausoleil et aux Indiens Micmacs du Chef Cope qui continuaient à combattre dans la guerre anglo-micmac. Hocquart est le prisonnier de Boscawen pour la troisième fois de sa carrière ; il avait été capturé une première fois au cours d'un combat de frégates en 1744 au début de la guerre de Succession d'Autriche. Il l'avait fait à nouveau prisonnier lors de la première bataille du cap Finisterre et cette fois à bord de l’Alcide.
Lorsque la nouvelle du combat arrive en France, elle provoque une émotion considérable, car l’opinion publique, comme le roi, croyait que malgré les tensions dans les colonies la paix avec l’Angleterre n’était pas réellement menacée. À Brest, un slogan fait son apparition : « Foi britannique, foi punique ». À Paris la Bourse s’effondre, car le commerce colonial, qui a pris une place considérable dans l’économie française, est maintenant très menacé. La propagande anglaise fait grand cas de cette « victoire ». Pourtant, c’est plutôt un semi-échec car l’essentiel du convoi français est passé. Le ministre Newcastle exprime son désappointement que l’affaire n’eût pas mieux réussit : « Ce pauvre Boscawen n’a pas eu de chance ; il n’a pris que deux vaisseaux ; d’autres se sont échappés à la faveur du brouillard. Nous ne savons point où est allée le reste de l’escadre. Probablement le gros des troupes et l’amiral ont remonté le Saint-Laurent ». C’est effectivement ce qui va se passer : Dubois de La Motte va réussir à conduire son convoi à Québec puis à s’esquiver au retour en passant au nord de Terre-Neuve par le détroit de Belle-Isle.
Les historiens anglais reconnaissent sans difficulté que le gouvernement britannique a bien donné des ordres qui ont provoqué cette agression en pleine paix, mais ils justifient cette atteinte au droit international par la nécessité de protéger leurs treize colonies d’Amérique. L’historiographie américaine est plus sévère. Dans un ouvrage récent, Jonathan Dull juge que « l’action navale du 8 juin marqua de façon ignominieuse l’entrée de la Grande-Bretagne dans la guerre ».